# 켈리 켈리
켈리 켈리(Kelly Kelly 1987년 1월 15일 ~ )는 본명은 바바라 지인 블랭크(Barbara Jean Blank)다. 미국의 모델, 배우, 텔레비전 방송인, 전직 여자 프로 레슬링선수다. 피니쉬 무브로는 K-2가 있으며, 셋업 무브로는 핸드 스프링 백 엘보우를 사용했다.

## 신체 사항
- 키 - 165cm
- 몸무게 - 49kg

## 수상 경력
- WWE 디바스 챔피언 1회
- WWE 24/7 챔피언 1회